# Mecicobothriidae
Mecicobothriidae  (лат.) — семейство мигаломорфных пауков (Mygalomorphae). Обитают в Новом Свете. Мелкие пауки, как правило, не превышающие 1 см в длину (редко более 2 см). Хелицеры складываются вниз, как и у других мигаломорфных пауков. Паутинные бородавки удлинены. Живут под камнями, в трещинах скал и в почве. Насчитывают 9 современных видов, объединяемых в 4 рода. Ископаемые представители известны из отложений мелового периода в Старом Свете — из Монголии и Забайкалья.

## Таксономия
Семейство Mecicobothriidae включает 4 рода и 2 ископаемых вида:
- Hexura Simon, 1884
  - Hexura picea Simon, 1884 — США
  - Hexura rothi Gertsch et Platnick, 1979 — США
- Hexurella Gertsch et Platnick, 1979
  - Hexurella apachea Gertsch et Platnick, 1979 — США
  - Hexurella encina Gertsch et Platnick, 1979 — Мексика
  - Hexurella pinea Gertsch et Platnick, 1979 — США
  - Hexurella rupicola Gertsch et Platnick, 1979 — США
- Mecicobothrium Holmberg, 1882
  - Mecicobothrium baccai Lucas et al., 2006 — Бразилия
  - Mecicobothrium thorelli Holmberg, 1882 — Аргентина, Уругвай
- Megahexura (Kaston, 1972)
  - Megahexura fulva (Chamberlin, 1919) — США
- † Cretohexura coylei Eskov et Zonstein, 1990 — Забайкалье (меловой период)
- † Cretomegahexura platnicki Eskov et Zonstein, 1990 — Центральная Монголия (меловой период).